# Phytomyza mutellinae
Phytomyza mutellinae este o specie de muște din genul Phytomyza, familia Agromyzidae, descrisă de Beiger în anul 1961.
Este endemică în Polonia. Conform Catalogue of Life specia Phytomyza mutellinae nu are subspecii cunoscute.